# أفرام السرياني

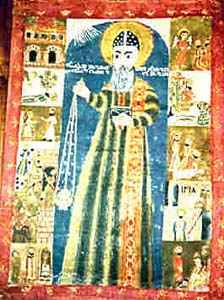
إيقونة مار أفرام السرياني وهو في زي الشمامسة (خدام المذبح) حيث لم يحسب نفسه مستحقا للارتقاء بالرتب الكهنوتية

أفرام السرياني (باللغة السريانية: ܡܪܝ ܐܦܪܝܡ ܣܘܪܝܝܐ؛ 306م – 373م)، يعرف أيضًا بالقديس أفرام أو أفرام الرهاوي أو أفرام النصيبيني، هو كاتب ولاهوتي مسيحي بارز، يعد مِن أعظم مَن كتبوا القصائد والترانيم في المسيحية الشرقية، وُلد في نصيبين، وخدم فيها بوصفه شماسًا، ثم انتقل وعاش في الرها.
يُبَجَل أفرام بوصفه قديسًا في جميع الكنائس التقليدية، خصوصًا في الكنيسة السريانية، وفي كلا التقليدين: الغربي والشرقي، ويعد أيضًا مِن ضمن الأباء الطوباويين (أي راهبًا قديسًا) في الكنيسة الأرثوذكسية الشرقية. أُعلِنَ أفرام ملفان الكنيسة في الكنيسة الرومانية الكاثوليكية سنة 1920. ويعزى الفضل له في تأسيس مدرسة نصيبين، التي كانت في القرون اللاحقة مركزًا تعليميًا لكنيسة المشرق.
كتب أفرام مجموعة واسعة ومتنوعة من الترانيم والقصائد والمواعظ الكتابية وتفسير نصوص وآيات الكتاب المقدس. كانت هذه أعمال لاهوتية عملية لتنوير الكنيسة في أوقات الاضطراب. وللشعبية الكبيرة لأعماله، ولقرون بعد وفاته، كتب المؤلفون المسيحيون مئات الأعمال المنحولة باسمه. ودُعي أفرام بأهم جميع آباء التقليد الكنسي السرياني. وفي التقليد المسيحي السرياني، يعد أفرام حامي أو راعي الشعب السرياني.

## حياته

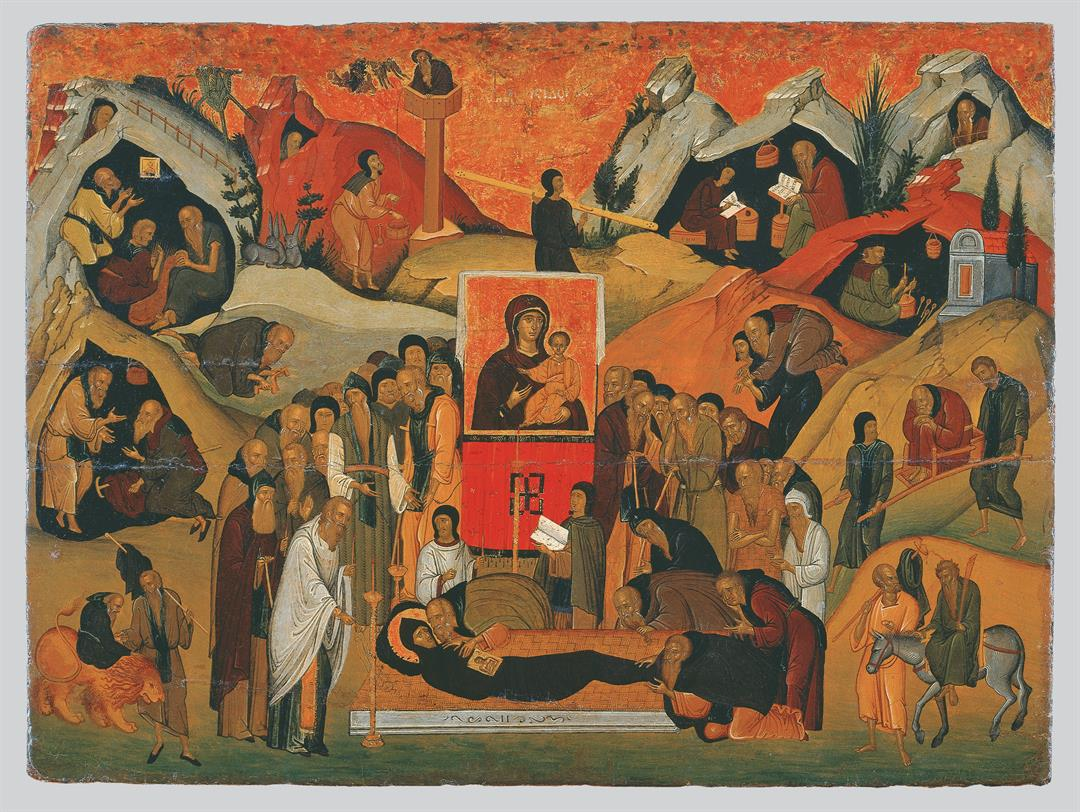
رقاد القديس أفرام

وُلِد أفرام نخو سنة 306 في مدينة نصيبين (في تركيا)، في المقاطعة الرومانية لبلاد الرافدين، والتي كانت قد ضُمت حديثًا للإمبراطورية الرومانية. تقترح الأدلة الداخلية المستنبطة من ترانيم أفرام أن والديه كانا جزءًا من المجتمع المسيحي المتنامي في المدينة، ولكن لاحقًا كتب مدونو سيرة القديسين الذاتية أن أباه كان كاهنًا وثنيًا. تضمنت الثقافة الدينية لمنطقة نصيبين في تلك الأيام: الشركية الوثنية المحلية واليهودية والعديد من أنواع المسيحية المبكرة. تحدث أغلب السكان اللغة الأرامية، في حين كانت اللغتان اليونانية واللاتينية لغتي الإدارة. امتلكت المدينة تركيبًا عرقيًا معقدًا، تألف من: الأشوريين والعرب واليونانيين واليهود والفرثيين والرومانيين والإيرانيين.
نُصِبَ يعقوب الأسقف الثاني لنصيبين في سنة 308، ونما أفرام تحت قيادة يعقوب للمجتمع المسيحي. سُجِل يعقوب وعرف بأنه أحد الموقعين في مجمع نيقية الأول في عام 325. عُمد أفرام في شبابه ومن شبه المؤكد أنه صار ابنًا للعهد، وهو شكل غير معتاد من أشكال الرهبنة السريانية المبكرة. عيَّن يعقوب أفرام وجعله معلمًا (بالسريانية: ملفانًا، ما يزال هذا اللقب يحمل تبجيلًا عظيمًا للمسيحيين السريان). رُسم أفرام شماسًا إما عند عماده أو بعد ذلك. بدأ يؤلف الترانيم ويكتب الشروحات الكتابية وكان ذلك جزءًا من منهجه التعليمي. يشير إلى نفسه في ترانيمه بأنه «راعي» (ܥܠܢܐ، علانا)، وإلى أسقفه بأنه «الراعي» (ܪܥܝܐ، رعايا) وإلى مجتمعه بأنه «الرعية» (ܕܝܪܐ، دايرا). يعزى الفضل شعبيًا إلى أفرام لكونه مؤسس مدرسة نصيبين، والتي كانت في القرون اللاحقة مركزًا تعليميًا لكنيسة المشرق.

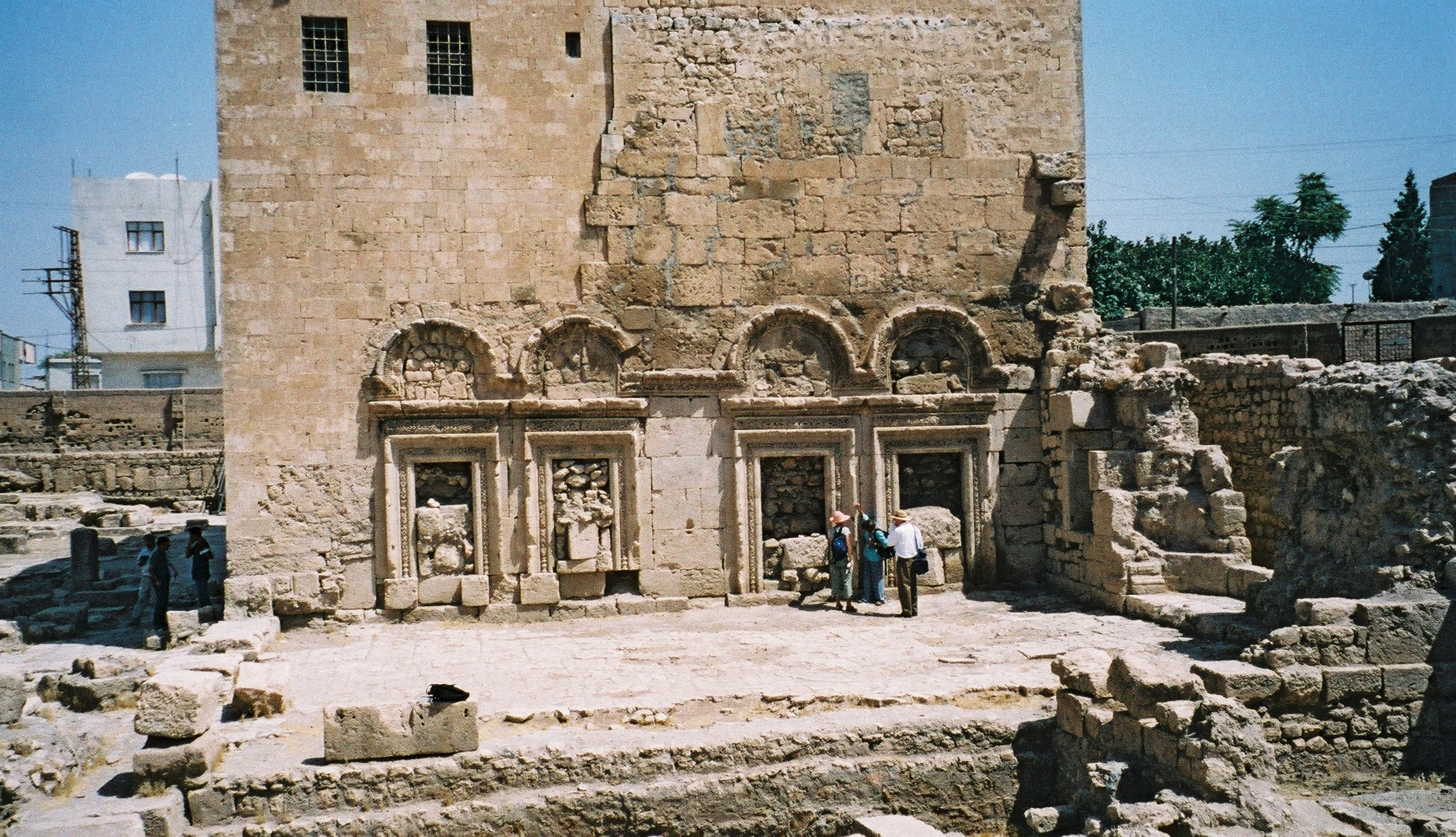
كنيسة القديس يعقوب النصيبيني التي نُقِب عنها حديثًا، حيث درس القديس أفرام وخدم

توفي الإمبراطور قسطنطين الأول في عام 337، وهو الذي شرع وثبت ممارسة المسيحية في الإمبراطورية الرومانية، اغتنم شابور الثاني الفارسي هذه الفرصة وبدأ سلسلة من الهجمات على شمال منطقة بلاد الرافدين الرومانية. حوصِرَت نصيبين في عام 338 و346 و350. في أثناء الحصار الأول، ينسب أفرام الفضل إلى الأسقف يعقوب بدفاعه عن المدينة بصلواته. وفي الحصار الثالث 350، بدل شابور مسار نهر مجدونيوس لإيهان أسوار مدينة نصيبين. أصلح النصيبيين الأسوار بسرعة في حين تعثرت فرسان الفيلة الإيرانية في الأرض الطينية. احتفل أفرام بترنيمةٍ بما رأه بأنه خلاص معجزي للمدينة في ترنيمة صورت نصيبين كفلك نوح، يطفو إلى الأمان فوق الطوفان.
تُعد معمذانية نصيبين رابط مادي مهم لحياة أفرام، إذ تخبرنا المخطوطات أنها أُسست في حبرية المطران فولوجسس في عام 359. شن شابور هجوماً آخر في العام نفسه. دُمرت المدن حول نصيبين واحدة تلو الأخرى، وقُتل سكانها أو رُحِلوا. عجز قسطنطين الثاني عن الرد، وفشلت حملة يوليان الجاحد عام 363 بموته في المعركة. وانتخب جيشه جوفيان امبراطورًا جديدًا، ولينقذ جيشه، أُجبِر على تسليم نصيبين للفرس سنة 363 والسماح بطرد السكان المسيحيين بالكامل.
غادر أفرام مع آخرين أولا إلى أميدا (دياربكر)، واستقر أخيرا في الرها (أورهاي، في اللغة الأرامية) في عام 363، وفي نهاية عقده الخامس، كرس أفرام نفسه للخدمة في كنيسته الجديدة ويبدو أنه استمر في عمله بكونه معلم، ربما في مدرسة الرها. إذ كانت الرها في ذلك الزمان مركزًا مهما للعالم المتكلم باللغة الأرامية. ومحل انبثاق نوع محدد من اللهجات الأرامية المتوسطة والتي أصبحت تعرف لاحقًا باللغة السريانية. كانت المدينة غنية بالفلسفات والأديان المتنافسة. يعلق أفرام أن المسيحيين النيقيين الأرثوذكس كانوا يُدعون بالبلوتيين في الرها، تيمنًا بإسقف سابق.
زعم الأريوسيون والمارقيونيون والمانَوِيون والبرديسونيون وطوائف غنوصية أخرى أنهم الكنيسة الحقيقية. في ظل هذا الارتباك، كتب أفرام عدداً هائلاً من الترانيم مدافعًا فيها عن العقيدة النيقية الأرثوذكسية. كتب يعقوب السروجي وهو كاتب سرياني لاحق أن أفرام درب الجوقات النسوية لينشدوا ترانيمه ضابطًا إياها على الألحان السريانية الشعبية في ميدان الرها العام.
استسلم أفرام في ستينياته إلى مرض الطاعون بعد إقامته مدة عشر سنوات في الرها، وهو يخدم ضحايا مرض الطاعون. ويعد 9 يونيو 373 التأريخ الأكثر موثوقية لوفاة أفرام.

## كتاباته

### الرموز والاستعارات
تحتوي كتابات أفرام على مجموعة متنوعة من الرموز والاستعارات. يقدم كريستوفر باك ملخصًا لتحليل مجموعة مختارة من ستة سيناريوهات رئيسية (الطريق، ورداء المجد، وأبناء وبنات العهد، ووليمة الزفاف، وتدمير الجحيم، وسفينة نوح أو النوتي) وستة استعارات جذرية (طبيب، وطب الحياة، والمرآة، واللؤلؤ، وشجرة الحياة، والفردوس).

## أفرام اليوناني
إن تأملات أفرام في رموز الإيمان المسيحي ومواقفه ضد البدع، جعلته مصدرًا شائعًا للإلهام في جميع أنحاء الكنيسة. ولذلك هناك مجموعة ضخمة من مؤلفات منحولة وسير أسطورية نُسبت إليه في لغات عديدة. بعض هذه المؤلفات مكتوبة شعرًا، وغالبًا ما تحاكي مقاطع أفرام السباعية.
هنالك عدد كبير جدًا من ما يعرف بأعمال «أفرام» موجودة باللغة اليونانية. غالبًا ما يشار إلى هذه المادة في الأدبيات باسم «أفرام اليوناني»، أو «أفرام جريكوس» (ليقابل أفرام السرياني الحقيقي)، كما لو كانت هذه الأعمال مؤلفة من قبل شخص واحد. ولكن هذا غير صحيح، ويستخدم مصطلح أفرام اليوناني للسهولة. وبعض هذه النصوص اليونانية هي في الواقع ترجمات لأعمال حقيقية لأفرام. ولكن معظم أعمال «أفرام» اليونانية ليست كذلك. أشهر هذه الكتابات اليونانية هي صلاة القديس أفرام، التي تُتلى في كل خدمة صلاة خلال الصوم الكبير وفترات الصيام الأخرى في المسيحية الشرقية.
هناك أيضًا أعمال لأفرام باللاتينية والسلافية والعربية. يطلق مصطلح «أفرام اللاتيني» على الترجمات اللاتينية لأعمال «أفرام اليوناني». جميعها لا تنتمي لأفرام السرياني. يُطلق اسم «أفرام اللاتيني المزيف» على الأعمال اللاتينية المنسوبة لاسم أفرام ولكنها تقليد لأسلوب «أفرام اللاتيني».
لم يكن هناك سوى القليل من الفحص النقدي لأي من هذه الأعمال. حُررِت هذه الأعمال دون نقد من قبل «أسيماني»، وهناك أيضًا طبعة يونانية حديثة «لفرانتزولاس».

## وصلات خارجية
- أفرام السرياني على موقع الموسوعة البريطانية (الإنجليزية)
- أفرام السرياني على موقع ميوزك برينز (الإنجليزية)
- أفرام السرياني على موقع ديسكوغز (الإنجليزية)